# Techniques de tourisme
Le programme Techniques de tourisme est un programme d'étude de niveau collégial au Québec qui a pour but de former des techniciens en tourisme spécialisés dans un domaine particulier relié au tourisme. Le ministère de l'Éducation, du Loisir et du Sport (MELS) autorise dix institutions collégiales à offrir la formation complète de techniques de tourisme (numéro du programme : 414.A0) :
- Cégep de Granby Haute-Yamaska, à Granby
- Cégep de Matane, à Matane
- Cégep de Saint-Félicien, à Saint-Félicien
- Cégep Limoilou, à Québec
- Collège Laflèche, à Trois-Rivières (depuis 1992)
- Collège LaSalle, à Montréal
- Collège Mérici, à Québec
- Collège Montmorency, à Laval
- Collège régional Champlain de Saint-Lambert, à Saint-Lambert
- Institut de tourisme et d'hôtellerie du Québec, à Montréal

Le technicien ou la technicienne en tourisme est un(e) professionnel(le) polyvalent(e) capable d’interagir avec les touristes, de développer et d’améliorer des produits et des services touristiques, de promouvoir les produits du voyage, et de gérer des activités et des ressources d’un organisme ou d’une entreprise à vocation touristique.
Cette formation est l'équivalente de la formation en B.T.S. Tourisme, en France.

## Historique
2000 : Approbation d'un nouveau programme de techniques de tourisme par le MELS (le programme actuel)

## Description du programme
Le programme vise l'atteinte de compétences touchant trois spécialisations :
- Accueil et guidage touristique
- Mise en valeur de produits touristiques
- Développement et promotion de produits du voyage

Selon le MELS, le programme vise à la fois la polyvalence et la maîtrise d'une fonction technique. Il prépare les élèves à participer activement au développement de l'industrie touristique en les rendant aptes à s'adapter aux différentes cultures, à l'analyse touristique d'un milieu, au développement de produits et de services touristiques ainsi qu'à leur promotion.
Au terme de leur formation, les diplômés sont capables de :
- Analyser les fonctions de travail (010U)
- Établir des relations professionnelles en tourisme (010V)
- Dispenser de l'information touristique à caractère régional et national (010W)
- Analyser le potentiel touristique des régions du monde (010X)
- Réaliser des opérations administratives (010Y)
- Effectuer des recherches à caractère touristique (010Z)
- Superviser une équipe de travail (0110)
- Traiter des affaires en langue seconde (0111)
- Établir des liens entre la demande et l'offre en tourisme (0112)
- Utiliser des stratégies de marketing touristique (0113)
- Assurer la qualité de l'offre touristique (0114)
- Réaliser des opérations financières (0115)
- Effectuer des transactions commerciales (0116)
- Exploiter divers moyens en matière d'information, de relations publiques et de publicité (0117)
- Communiquer dans une troisième langue (0118)
- Identifier les tendances du tourisme international (0119)
- Se situer par rapport aux différences culturelles (011A)
- Interagir avec la clientèle dans une troisième langue (011B)
- Animer des groupes de touristes (011C)
- Guider des groupes de touristes (011D)
- Adapter des aménagements en fonction d'un accueil touristique (011E)
- Exploiter un service d'accueil touristique (011F)
- Développer des projets touristiques (011G)
- Commercialiser des produits et des services touristiques (011H)
- Coordonner un événement touristique (011J)
- Analyser le potentiel de destinations touristiques à l'étranger (011K)
- Exploiter des données tirées de systèmes de réservation intégrés (011L)
- Créer et modifier des forfaits (011M)
- Promouvoir les produits et les services de voyagistes (011N)

## Jeux du Tourisme
Les Jeux du Tourisme sont une compétition entre les collèges offrant la technique de tourisme. Créés en 2013 à l'initiative d'Amanda Coleman, ancienne étudiante de l'ITHQ, ils sont organisés annuellement depuis. La compétition regroupe des épreuves telles que des quiz de connaissances, des présentations devant un jury, et un géo-rallye dans un attrait touristique.
| Édition | Ville organisatrice | Vainqueur               |
| ------- | ------------------- | ----------------------- |
| 2013    | Montréal            | ITHQ                    |
| 2014    | Montréal            | ITHQ                    |
| 2015    | Québec              | Collège Montmorency     |
| 2016    | Laval               | Collège Montmorency     |
| 2017    | Montréal            | Collège Montmorency     |
| 2018    | Granby              | Collège Mérici          |
| 2019    | Matane              | Cégep de Matane         |
| 2022    | Saint-Félicien      | Cégep de Matane         |
| 2023    | Montréal            | Cégep de Saint-Félicien |

À noter que la compétition n'a pas eu lieu en 2020 et 2021 en raison de la pandémie de Covid-19.

## Association des techniciens et techniciennes en tourisme
En 1992, une Association des techniciens et techniciennes en tourisme du Québec avait été fondée à Québec pour regrouper les professionnels de tout le Québec. C'était une corporation à but non lucratif qui voulait favoriser le regroupement et la concertation des techniciens en tourisme et participer activement à la définition du rôle des techniciens en tourisme. Cette association a cessé ses activités vers 2000.